# El hombre de los hongos
El hombre de los hongos es una película mexicana dirigida por Roberto Gavaldón, basada en la novela homónima de Sergio Galindo. Fue filmada en 1976, pero estrenada en 1980, protagonizada por Adolfo Marsillach, Isela Vega, Philip Michael Thomas y Sandra Mozarowsky.

## Argumento
La historia se desarrolla en una familia de latifundistas de la época colonial, que posee una plantación de caña al borde de la selva. Mientras que caza en el bosque un día, el padre, Don Everardo, descubre un joven negro huérfano por el río. Él lleva al niño a su finca grande y lo llama Gaspar. Amistoso e inteligente, el chico rápidamente se convierte en un nuevo miembro de la familia. Él juega con su hijo Sebastián y sus dos hijas, Emma y Lucila, como si fueran sus propias hermanas. 
En una historia separada, esta familia realiza cenas de lujo. Uno de sus platos favoritos son hongos preparados con una vieja receta familiar de España. La familia descubre si el lote de hongos recogidos es comestible consiguiendo a un voluntario que come unos cuantos primero. Si el voluntario se desploma y muere, entonces la familia no sirve hongos en la fiesta. 
La familia tiene otro coqueteo con el peligro: Mantienen una pantera negra llamada Toy encadenada en el patio principal. De vez en cuando es liberada y persigue a la gente.
Algunos años pasan, y Gaspar crece hasta ser un hombre joven y guapo, y las hijas se convierten en mujeres hermosas. Ellos continúan yendo de excursión al bosque y nadando en el río. Pero, el  juego de niños se ha convertido en coqueteos, principalmente entre Gaspar y la joven Emma. En el camino, Gaspar revela su conocimiento de las diferentes especies de hongos que crecen en el bosque. 
La unidad familiar se deshace cuando Emma y su propia madre, Elvira, compiten por las atenciones de Gaspar. Los coqueteos de Elvira con Gaspar provocan los celos de Emma, quien aprovecha la hostilidad existente entre Elvira y la pantera Toy para deshacerse de su madre.
A esta situación se suma una extraña relación incestuosa entre Sebastián y Lucila, los hermanos mayores. Cuando Don Everardo descubre los amoríos de su hija con el criado negro Gaspar, decide convertirlo en el nuevo "hombre de los hongos". Pero nadie cuenta con el conocimiento de Gaspar sobre los hongos, y una lujosa fiesta realizada en la finca, se convertirá en un circo cuando Emma y Gaspar aprovechen los hongos para deshacerse de su propia familia y escapar juntos.

## Reparto
- Adolfo Marsillach ... Don Everardo
- Isela Vega ... Elvira
- Philip Michael Thomas ... Gaspar
- Sandra Mozarowsky ... Emma
- Ofelia Medina ... Lucila
- Fernando Allende ... Sebastián
- Josefina Echánove ... La Nana